# 火の鳥 (2004年のテレビドラマ)
『火の鳥』(ひのとり、英：Phoenix) は、2004年4月5日から2004年6月29日にかけて、毎週月曜日と火曜日に韓国の文化放送で午後9時55分から放送されたテレビドラマ。

## 登場人物
チャン・セフン
演 - イ・ソジン
両親を亡くした貧しい大学生。生計を立てるためガソリンスタンドで働いていた時、ジウンがセフンの働いているガソリンスタンドに正面から突っ込む事故を起こす。セフンとジウンはここでの事故がきっかけとなり、交際を始める。
セフンとジウンはジウンの両親から激しい反対に遭いながらも交際を続け、ついに結婚する。
やがてジウンはセフンとの子を身ごもるが、裕福な家庭で育ったジウンはある日、古いアパートの狭い一室で生活を切り詰めながら暮らすセフンとの生活に耐えられずセフンと激しく口論し、飛び出した先の階段で転倒し、流産してしまう。これが原因となり二人は離婚し、夢破れたセフンはアメリカへと渡る。
10年後、アメリカでビジネスパーソンとして大成功を収めたセフンは、韓国のアパレルの大手企業・ソリングループのCEOとして韓国に戻ってくる。
アメリカで出会った恋人・ミランを連れて、セフンはソウル郊外の立派な家で暮らすことになる。韓国での生活が始まって間もないある日、セフンはジウンと気まずい再会をすることになる。ジウンは、セフンの家を担当する家政婦だったのである。
イ・ジウン
演 - イ・ウンジュ
アメリカ・ボストンの大学に通うジウンは、韓国のアパレル会社の社長の娘である。ジウンは大学の休みの度に韓国に訪れ、実家に帰っていた。ある日、実家に帰ってソウルの市街地でドライブと楽しんでいた彼女は自らの運転ミスでガソリンスタンドに猛スピードで突っ込む事故を起こす。車を運転していたジウンとそこで働いていたセフンは奇跡的に軽傷で済み、事故をきっかけに二人は交際を始める。
セフンとジウンはジウンの両親から激しい反対に遭いながらも交際を続け、ついに結婚する。
やがてジウンはセフンとの子を身ごもるが、裕福な家庭で育ったジウンはある日、古いアパートの狭い一室で生活を切り詰めながら暮らすセフンとの生活に耐えられずセフンと激しく口論し、飛び出した先の階段で転倒し、流産してしまう。これが原因となり二人は離婚し、夢破れたセフンはアメリカへと渡る。セフンがアメリカ行きの空港へ向かっているということを両親から知らされたジウンはセフンを引き留めに車で空港へ急行するが、そんなジウンを引き留めにジウンの父もまた車でジウンを追いかけた。
ジウンの父は渋滞の中、車から出てジウンの車を見つけ娘を説得しに向かうが、後方から来たバイクにはねられ、病院に搬送され治療を受けるも亡くなってしまう。ジウンの父が亡くなった後すぐに父が経営していた会社はライバルの「ソリン・グループ」によって買収されることとなり、一家は没落してしまった。
10年後、家政婦として働いていたジウンは偶然、担当していた家でセフンと再び出会うこととなる。
ソ・ジョンミン
演 - エリック
韓国の大手アパレル企業であるソリングループの創業家の息子。度重なる偶然からジウンと顔見知りになり、次第に彼女に好意を寄せるようになる。ジウンと交際を始めるが、元夫であるセフンとジウンを巡って社内で対立を激化させていくことになる。
ユン・ミラン
演 - チョン・ヘヨン
アメリカで出会ったセフンの恋人。不動産業を営む裕福な家の娘であり、ジウンの大学時代の友人でもある。セフンが運転する車が交通事故に遭い、足が不自由になりセフンと共に韓国へ帰った時は車椅子での生活を余儀なくされた。
イ・サンボム
演 - ハン・インス
ジウンの父。アパレル会社の社長。厳格な父。
チョ・ヒョンスク
演 - イ・ギョンジン
ジウンの母。
イ・ヨンウン
演 - キム・ビヌ
ジウンの妹。父が亡くなった後はキャバクラ嬢になり家に中々帰ってこない。
ソ・ムンス
演 - パク・グニョン
「ソリングループ」会長。ソ・ジョンミンの父。
ナム・ボクジャ
演 - イ・ユジン
ジウンの友人。
キム・ホジン
演 - キム・ビョンセ
セフンの大学時代の先輩。
ミランの父
演 - シム・ヤンホン
アメリカで不動産業を営んでいる。
カン・ジソン
演 - キム・ブソン
ソ・ムンスの妻であり、ソ・ジョンミンの継母。
パク・ソンジュン
演 - パク・ヨンジ
ソリングループの専務。ジウンの父の会社では役員だった。

## 賞
2004年 MBC演技大賞